# Vilar de Santos
Vilar de Santos är en kommun i Spanien. Den ligger i provinsen Ourense i den autonoma regionen Galicien i nordvästra delen av landet, 400 km nordväst om huvudstaden Madrid. Antalet invånare är 795 (2024). Arean är 20,70 kvadratkilometer.